# Rond de Sautron
Der Rond de Sautron ist ein bretonischer Reihen- oder Kreistanz aus der Gegend um der Stadt Sautron.
Ursprung dieses Tanzes ist eine Grundform vom Westen bis Nordwesten der Bretagne, die noch weitere Formen hervorbrachte, wie An-dro, Pilé-menu oder Rond de Saint-Vincent.

## Ausgangsposition
Man steht in der Reihe, die kleinen Finger sind in denen des Nachbarn eingehakt, Arme hängen in Tiefhalte (V-Stellung): Arme und Unterarme bilden ungefähr einen rechten Winkel.

## Geschwindigkeit
Die Melodie wird ungefähr mit 160 bpm gespielt.

## Grundschritt
Der Tanz bewegt sich gleichmäßig nach links.
1. Linker Fuß nach links; Fußspitze leicht nach links orientiert.
  1. Rechter Fuß ran; parallel zum linken Fuß
2. Linker Fuß nach links
3. Rechter Fuß wird hinter dem linken Fuß gesetzt; Fußspitze zeigt nach rechts, so dass beide Füße ungefähr rechten Winkel bilden
  1. linker Fuß nach links
4. Rechter Fuß wird wieder hinter linkem Fuß gesetzt und behält Orientierung bis zum nächsten und

Wie bei den Branle double üblich, bleibt die Orientierung des linken Fuß unverändert.

## Stil
Der Stil dieses Tanzes wird Chaloupé genannt. Dabei wird eine leichte Rotationsbewegung in den Schultern auf Schlag 1 und 2 sowie nach rechts auf Schlag 3 und 4 durchgeführt. Die Knie sind flexibel und dienen der Federung des Tanzes.

## Variante
Obiger Schritt ist die einfache Runde, oder auch rond simple. Oft wird der Rond de Sautron mit einer Figur getanzt, die musikalisch an bestimmter Position eingebunden wird.
1. Linker Fuß nach links; Fußspitze leicht nach links orientiert.
  1. Rechter Fuß ran; parallel zum linken Fuß
2. Linker Fuß nach links
3. Gewicht auf Links, rechte Fußspitze aufsetzen
4. Wiederholung: Gewicht auf Links, rechte Fußspitze hinter der linken Ferse aufsetzen
5. Rechter Fuß wird neben linken Fuß gesetzt und belastet
6. Linke Fußspitze hinter der rechten Ferse aufsetzen